# 仙台市立長町中学校
仙台市立長町中学校（せんだいしりつ ながまちちゅうがっこう）は、宮城県仙台市太白区鹿野一丁目にある公立中学校である。通称は「長中」（ながちゅう）。

## 沿革
- 1947年（昭和22年）4月 -　仙台市立第十三中学校として開校
- 1948年（昭和23年）4月1日 - 仙台市立長町中学校と校名改称
- 1951年（昭和26年）5月13日 - 西多賀分校が開校
- 1953年（昭和28年）1月31日 - 西多賀分校が仙台市立西多賀中学校として独立
- 1959年（昭和34年）8月1日 - 仙台市立郡山中学校が分離開校
- 1988年（昭和63年）4月1日 - 仙台市立富沢中学校が分離開校

## 学区
- 芦口、鹿野、長町、長町南小学校学区

## 所在地
- 仙台市太白区鹿野1丁目8番1号

## 主な卒業生
- 餅田コシヒカリ(お笑い芸人)

## 部活動
- 運動部
  - 陸上部，野球部，男女バレーボール部，男女ソフトテニス部，サッカー部，水泳部，男女卓球部，男女バスケットボール部，男女バドミントン部，体操・新体操部，柔道部，剣道部，ソフトボール部，特別支援学級卓球部

- 文化部
  - 演劇部，美術部，合唱部，吹奏楽部，家庭部，書道部，文芸部，科学技術部・木工班